# 榎本武揚 (小説)
『榎本武揚』（えのもとたけあき）は、安部公房の長編小説。前衛的な作風の多い安部文学の中では異色の歴史小説である。北海道厚岸に住む元憲兵の旅館の主人から、ある古文書を送られた「私」が、徳川幕府海軍副総裁・榎本武揚の実像を追っていく物語。榎本暗殺を目論んだ元新撰組隊士の告発文を頼りに、榎本の「裏切り」と「変節」の過程の真相を、五稜郭の戦いの時期の動きから追求しつつ、世間が「勤皇」か「佐幕」かと騒ぐ中、そのどちらでもない立場があることを信じた榎本の姿を独自の視点で描いている。戦時の忠誠を咎められることを拒否する元大日本帝国陸軍憲兵の心情と、幕末の榎本の「裏切り」の物語を入れ子構造の構成で関連させながら、時代と人間との関係性、「忠誠」「転向」とは何かを問いかけた作品である。
続編的な戯曲版『榎本武揚』も1967年（昭和42年）に創作され、同年9月20日に劇団雲により大手町日経ホールで初演された。

## 発表経過
1964年（昭和39年）、雑誌『中央公論』1月号から（11月号は休載）翌年1965年（昭和40年）3月号まで14回連載され、同年7月26日に中央公論社より単行本刊行された。なお、単行本は、初出誌版を加筆・改稿した形のものが刊行された。

## 安部公房の「榎本武揚」観
安部公房は榎本武揚について、「もし、節操の欠如だけが、彼の行動原理だったとしたら、なにも五稜郭で共和国宣言をするような、挑発的言動に出なくとも、もっと有利な条件で薩長勢と和解する機会は、それまでにも、いくらもあったはず」だとし、以下のように考察している。

## 主題
安部は、榎本武揚があえて箱館戦争に踏みきった動議を小説『榎本武揚』で解明しようとしたとし、それは単なる歴史的興味だけではなく、榎本武揚が後年、久保栄の『五稜郭血書』によって、左翼的見地から裏切り者として激しく攻撃を受けた一方、戦後は、銅像撤去審査委員会から、撤去の必要なしとの扱いを受けたという皮肉な事実への注目をうながしておきたいという意味もあるとし、次のように語っている。
また安部は、〈忠誠でもなく、裏切りでもない、第三の道というものはありえないのだろうか〉という意味について三島由紀夫に問われ、組織と人間との対立は、そこの中に｢隣人と他者という対立｣が持ち込まれるから起こってくるのだとし、「隣人をすべて抹殺して他者だけになったら、もちろん自分自身も他者になるわけだが、そうしたら組織と人間が対立するという状況はあり得ないのではないか」と提起している。そして三島から、「それでは疎外という問題が、そこに出てくるかい」と問われると、「それは、うっかり言えない」とし、大江健三郎がいつも〈私たち〉と複数で呼称していることが批評家から非難されることに触れて、「日本の批評家は、隣人的な〈私〉を大事にしすぎるので困る」と言い、「やはり、隣人と他人の隙間というものに、どこまでわれわれが入って行くのか、入って行けるのかということ、そこからまた、入って行っているかということで批評すべき」だとしながら、「〈私〉が〈私〉の隣人になって、すっきりまとまってみたって仕方がない」と説明している。

## あらすじ
5年前、放送局の依頼で北海道旅行に行った「私」は、厚岸の旅館の主人から、この地にまつわる或る伝説を聞いた。それは、明治2、3年頃に厚岸の港で、榎本武揚と関わった囚人300人が護送中に脱走し、蝦夷地に共和国を作ろうとしたという話だった。この旅館の主人・福地伸六は大東亜戦争中の元憲兵で、忠義のために義弟を通報したことがある男だった。戦後は何かと元憲兵の立場を非難の目を向けられていたが、そんな自分を、明治新政府によって囚人にされた者たちに重ねることで、福地は心を慰められていた。世間一般では、転向者という目で見られている榎本武揚だったが、その伝説の件で福地は、かつて時代に裏切られた者どもに、榎本武揚が温かい眼差しをもって手を貸してやったのだと解釈し、榎本武揚を尊敬していたのだった。
その1年後、その話を忘れかけていた「私」の元に、福地から手紙と「五人組結成の顛末」という古文書を書き写した束が送られて来た。それは新撰組隊士・浅井十三郎が、榎本武揚の裏切りを告発する内容のものだった。福地はその資料を発見したことにより、頼みの綱とすがっていた榎本武揚の幻影が崩れてしまったと綴っていた。榎本武揚は福地が期待していたような、落伍者たちの守護神などではなく、両者の間にあったのは憎悪と反目ばかりだった。「私」は福地に連絡をとろうとしたが、彼は「私」にその書類を送った後に失踪してしまっていた。
「私」は、榎本武揚の実像を追うべく、「五人組結成の顛末」を読んでいく。五稜郭の戦いは榎本武揚と大鳥圭介の仕組んだ負戦のような様相だった。そのことを土方歳三は徐々に気づき、榎本の「変節」に虚しい思いを抱く。奥州戦争にはじまり五稜郭に終わるこの一大叙事詩は、実は内戦の早期終結を目指した計画的敗走であり、世界の歴史にも類を見ない、大胆不敵な「八百長戦争」であった。榎本は、国内戦がどんどん激化すれば、日本に干渉してくるイギリス・アメリカ・フランス・ロシアなどに政府を売り渡すことになりかねないと言い、日本が天竺や清国の二の舞になってしまうのを危惧していることを土方に説明した。しかし榎本の見通しも甘く、列国が局外中立を解除し出した。榎本の計画は、土方はじめ新撰組斬り込み隊志願の勇士面々を、みすみす犬死させるための単なる策略にも疑われた。しかし五稜郭の戦の後、東京の辰の口の牢屋に送られた榎本は、「僕が、負けるが勝ちの道を選んだのは、誰にたのまれたからでもない、自分でそれが正しいと判断したからなのだ」と言う。
福地は途中の手記で、なぜか榎本さんを心底から憎む気にはなれないと書き、「忠誠」が否定されるならば、「裏切り」という言葉もあってはならないのではないか、という疑問も呈されてもいたが、最後には、榎本さんにかけていた「私」の期待はこれで完全に裏切られてしまったと締めくくっていた。
再び「私」は北海道へ行き、福地が引き取って育てた甥（義弟の息子）に会った。福地の甥は、戦時中に伯父が自分の父親を摘発したことを許してはいなかった。甥は、榎本武揚が福沢諭吉などから変節漢呼ばわりされたことの弁明を勝海舟に頼み、勝に嫌われた挿話などを話した。汚名に甘んじる勇気もない者に、忠誠をもてあそんだりする資格はないということでしょう、と甥の見解はそっけなかった。

## 登場人物
私
文筆業。放送局から仕事の依頼を受け、北海道厚岸に行く。
福地伸六
北海道厚岸にある福地屋旅館の当主。元憲兵。昭和18年当時、東條英機と対立する石原莞爾を信奉していた義理の弟（妹の夫）を、国賊として通報した過去がある。妹は兄を非人と罵りながら病死した。厚岸の高校教師Kが演劇部で久保栄の『五稜郭血書』を基に芝居をする際に、榎本武揚に対する見解の相違でKと対立する。福地の祖母は榎本武揚と会ったことがある。
福地の甥
福地の妹と義弟の息子。義弟が獄死し、妹も病死したため、福地が引き取って育てた。福地が失踪後は旅館の若い主人となる。斜視。
「五人組結成の顛末」に登場する人物
土方歳三、榎本釜次郎（榎本武揚）、松平太郎、渋沢成一郎(渋沢喜作）、荒井郁之助、大鳥圭介、和尚、野村利三郎、永倉新八、 相馬主計、林信太郎、五人組（浅井十三郎、和久田亀太郎、渡辺喜三郎、津久井政次、佐々木源弥）、森田、その他

## 戯曲化
1967年（昭和42年）、『中央公論』2月号に掲載され、単行本は同年11月30日に河出書房新社より『戯曲 友達・榎本武揚』として刊行された。構成はプロローグと3幕。第22回芸術祭・文部大臣賞を受賞した。
小説の方は、元新撰組隊士の手記を通じて、おもに榎本一行が東京の辰の口の牢屋に入獄される前の経過が長く記述されているが、戯曲版は舞台が牢屋の場面となり、ややユーモラスな趣となっている。小説よりも榎本が前面に出て、より直截的に描かれている。
安部は、戯曲版『榎本武揚』の制作意図については、戯曲版は小説の単たる脚色ではなく、戯曲の形を借りた続編を書くつもりだったとし、小説『榎本武揚』へ賛否両論あった中の否定的意見の批評家たちの特異なアレルギー反応について、以下のように述べて創作動機を語っている。

### あらすじ
昭和42年（1967年）、カメラのフラッシュを浴びてインタビューを受ける榎本武揚。その昔、東京の辰の口の牢屋があったあたりは今や劇場になっており、演出家はあれこれと榎本武揚に質問している。
明治3年（1870年）、昼寝から醒めた榎本武揚は、自分が約100年後の時代にタイムスリップした夢を見ていた。榎本武揚は五稜郭の戦いに敗れた後、永井玄蕃、大鳥圭介、荒井郁之助、松平太郎、海軍士官、箱館組の士官らと共に明治新政府に捕えられ、東京の辰の口の牢屋の中で暮らしていた。榎本は新政府の海軍局や農林局に、自分達の流刑を蝦夷地での開拓労働にするように申請していた。
同じ牢屋にいる一般の江戸の囚人らは、榎本から英語やオランダ語、航海術の講義を受け、塾生となっていた。彼らはときどき酒盛りしたりしていたが、牢番も馴れ合いになり、見て見ぬふりをしている。見張りもゆるく、牢番がいないときは壁の隠し棚からいろんなものを出し、石鹸などを作っていた。その牢は元徳川幕府の海軍の詰め所だったため、榎本らは牢番たちよりも建物の地理に詳しく、天井蓋から、仲買商人の大野屋や高級役人を縄梯子で出入りさせていた。炭や物資を仕入れ、囚人たちはそれで石鹸やビードロなどの商品を作り、大野屋と取引していた。それと並行し、士官らは密かに時限爆弾作製作業をしていた。榎本は、流刑地への護送中に叛乱を起こして軍艦を乗っ取り、厚岸で自主国を作ろうという計画をしていた。
そんな折、元新撰組の浅井十三郎が榎本を暗殺しようと企て牢屋に入獄して来た。浅井は、五稜郭の戦いが榎本の仕組んだ八百長戦争だったことを感づきながら無念の死を遂げた土方歳三の子分だった。浅井の鋭い追及に、榎本はあっさりその八百長のことを認めた。榎本は悪びれる様子もなく、「殿様大事で、内戦に憂き身をやつしていたら、いずれは日本もインドやシナの二の舞さ」と言った。
厚岸共和国での総裁を決める入札（選挙）で、榎本ではなく、浅井が総裁に決定した。浅井はみんなに榎本を襲撃するように命令するが、彼らはそのために浅井隊長を選んだわけではないと言い、命令は効果がなかった。次第に浅井も隊長らしくなり、囚人たちと軍艦襲撃の訓練をしていた。松平太郎や永井玄蕃が、厚岸共和国は成功するかな、と言うと、榎本は、成功なんかするはずないでしょう、女をつかまえに町まで行ったら、みんなどこかへ消えて二度と戻ってこないだろう、と冷淡な答えだった。松平が、じゃあ何のために？　と訝ると、榎本は、共和国の種をまくためだと言った。その伝説の幽霊によって、いずれ新政府が鎮圧を頼みに自分達に頭を下げてくるだろうと、榎本は見込んでいた。永井が、少しは連中（囚人）のことを考えてやらなけりゃ、と批判すると、榎本は、連中はバラバラになっても巧くやっていくと楽観し、ぼくはただ連中一人一人の心の中に、伝説を残したかっただけなんだ、と言う。

### 登場人物
「現代」
演出家。一人三役で、A、B、Cを使い分け、昭和42年（明治になおすと、ちょうど99年目）にタイムスリップした榎本武揚にインタビューする。Bは榎本擁護派で、Cは批判派。
榎本武揚
箱館の五稜郭の戦に敗れて、東京の辰の口の牢屋に入獄され、牢名主となっている。五稜郭の戦い（蝦夷共和国）では総裁。
永井玄蕃
榎本とともに牢屋にいる。五稜郭の戦い（蝦夷共和国）では箱館奉行。牢屋の中では会計係。
大鳥圭介
榎本とともに牢屋にいる。五稜郭の戦い（蝦夷共和国）では陸軍奉行。
荒井郁之助
榎本とともに牢屋にいる。五稜郭の戦い（蝦夷共和国）では海軍奉行。
松平太郎
榎本とともに牢屋にいる。五稜郭の戦い（蝦夷共和国）では副総裁。
浅井十三郎
21歳の元新撰組隊士。土方歳三とともに行動していた旗持ち。榎本武揚を毒針で暗殺するために、辰の口の牢屋に脱走無宿の罪でわざと入る。
牢番イ
長い牢屋生活の榎本らと親しくなっており、牢屋の格子が外れ、囚人たちが行き来して酒盛りしているのも容認している。ときどき少し酒をもらって飲む。彼らが時限爆弾を作製していることを浅井から聞いても、知らんぷり。
使者
第九等官海軍中尉・大沢大亀。明治新政府の海軍局副局長従三位中将・山中からの書簡を届ける。九州訛り。石鹸をもらうが、それが何か知らない。
ニセ
江戸っ子の囚人。贋金造り。
殺し
江戸っ子の囚人。強盗風の男。
スリ
江戸っ子の囚人。クマデの八。江戸でならしたスリ。早朝の体操時間の号令係。
坊主
囚人。
火つけ
江戸っ子の囚人。放火犯。
信号係
外からの小鳥の鳴き声の合図（モールス信号）を聞き分け、「見張り安全・警戒解け」の号令をかける。それとともに、囚人たちは作製作業にかかる。
海軍士官
榎本とともに牢屋にいる。五稜郭の戦い（蝦夷共和国）にいた海軍士官。
箱館士官の三人（A・B・C）
榎本とともに牢屋にいる。五稜郭の戦い（蝦夷共和国）にいた士官。時限爆弾作製作業を担当。
その他の囚人たち
牢内で雑役作業をしている。
高級役人
桑原。榎本と親しい役人。ひげを生やしている。
大野屋
仲買商人。一時は利害関係で榎本を怨んでいたこともあったが、今は寝返っている。
番頭
大野屋の番頭。永井から極上新茶の大量注文を受ける。
猿
浅井の夢に出てくる猿。榎本らしき猿。

### おもな公演
- 初演『榎本武揚』　劇団雲
  - 1967年（昭和42年）9月20日 - 10月6日 大手町日経ホール、10月7日 - 8日 九段千代田区公会堂、10月26日 - 27日 神奈川県立青少年センター
  - 脚本：安部公房。演出：芥川比呂志。装置：清家清。音楽：芥川也寸志。照明：浅沼貢。効果：秦和夫。衣裳：加藤昌弘。演出助手：樋口昌弘、大橋也寸。舞台監督：小林克巳。
  - 出演：高橋昌也（榎本武揚）、芥川比呂志（「現代」）、松村達雄（永井玄蕃）、野村昇史（牢番イ）、山﨑努（使者）、森田雄三（従卒）、三谷昇（贋金造り）、名古屋章（殺し）、仲谷昇（スリ）、石田太郎（坊主）、阿部良（火つけ）、橋爪功（信号係）、北村総一郎（箱館士官1）、柴田昌宏（箱館士官2）、柏木隆太（箱館士官3）、渥美国泰（大鳥圭介）、西沢利明（荒井郁之助）、有川博（浅井十三郎）、川村洋二（牢役人）、内田稔（松平太郎）、杉裕之（高級役人）、有馬昌彦（大野屋）、簗正昭（番頭）、野村昇史（猿）、飯沼博則（囚人）、遠藤征慈、岡本富士太、佐古正人、松本伊佐橆、丸岡将一郎、六人部健市
- 文部省芸術祭主催公演『榎本武揚』　劇団雲
  - 1968年（昭和43年）9月23日  国立劇場小劇場、10月14日 北上市民会館、10月15日 秋田県民会館、

10月16日 山形県民会館、10月17日 福島県民会館、10月18日 宮城県民会館
  - スタッフは初演と同じ。配役には一部変更あり。
- 『榎本武揚』
  - 1991年（平成3年）9月11日 - 29日 銀座セゾン劇場
  - 脚本：安部公房。演出・構成：竹内銃一郎。企画・製作：銀座セゾン劇場
  - 出演：永島敏行、佐野史郎、澤向要進、ほか
  - プロローグと2幕と構成されている。

## 作品評価・解釈
河野基樹は、安部が「思想や転向を相対化する〈意義〉」に自覚的になり、それを作品に形象化しようとした理由を、1956年（昭和31年）に安部がチェコスロバキア作家同盟の招聘で、新日本文学会代表としてプラハを訪問し、帰国後に書いた旅行記『東欧を行く――ハンガリア問題の背景』（1957年3月）が、日本共産党の批判を受け、党から除名の処分（1962年）となったことが原因ではないかとしながら、思想の〈相対化〉の契機は、ソヴィエト・ロシアの“覇権主義”を安部が目の当たりにしたことと、日本共産党からの除名処分にその要因があったと推察し、小説『榎本武揚』は、「政治的原理主義」を無力化するために、転向にまつわる従来の思想・思索を“パラダイムシフト”することを目的に創作された」と考察している。
武井昭夫は、「節そのものの否定が、変節のすすめとして横行しつつある今、この安部の榎本像は、どこでそれらの動向と自己を区別できるのか？　安部はこの作でそれに答えていない。現代との緊張関係がこの作者には決定的に欠落しているのではないか。この疑問が、不快な緊張を強いるのである」と述べ、『榎本武揚』を、「安部公房のアリバイづくり」と批判し、現代の「転向問題」を扱った、「新しい型の転向文学」だという見解を示している。
こういった武井のような批評に対して安部は、小説『榎本武揚』のテーマは『砂の女』や『燃えつきた地図』で一貫して追求してきた「人間社会における個と全体の問題」であるにもかかわらず、忠誠問題でアレルギー性の反響が起こり、「転向小説」と決めつけられたため、戯曲ではその批判に答えるように配慮したと述べている。石田健夫はこれを受け、『榎本武揚』を「転向小説」として読もうとするならば、そもそも「転向」とは何かという「転向論」に対する反措定の作品になるとし、しかしながら、「忠誠の概念」は、個と全体の問題を解く「補助線」として設定された、というのが安部の真意のようだと解説している。
磯田光一は、浅井十三郎という人物を、仮に三島由紀夫が書いたならば、浅井を主人公にして一人の殉教者を描き、花田清輝が書いたなら完全なコメディーになり、その中間に安部公房が位置していると考察している。そして、「浅井的な状況」というのは最先進国ではコメディーになってしまい、起こり得ないと考える安部に対して、磯田は、最先進国でもある意味では逆に「ニヒリズムに裏づけられたテロリズム」という形をとることもある得るのではないかと提示し、日本のトロッキストの中にも浅井を感じると述べている。安部は、浅井的なものは右翼に限らず左翼の中にもあるとし、『榎本武揚』の中の寓話的なものとして、小説にはない戯曲版のねらいを、「入札制（選挙）という、もっとも反浅井的な手段によって、浅井が選ばれてしまうという皮肉にあった」と説明している。
伊藤整は、戯曲版『榎本武揚』について、「僕は榎本武揚になるよりも浅井十三郎のほうになっちゃうんですよ。まだ僕の年代では」と、入札の場面でも、自分だったら浅井に投票してしまうとし、明治天皇の後を追って殉死した乃木大将の記憶が残っている年代の自分には、やはり榎本の思想的なものに対しては、「本質的な本当のところ」がよくわからないという見解を示しながら、自分よりも若い世代で一般大衆的な人でも「古き侍的」になる人や、インテリ階層でも情緒ぎみになると、侍になってしまう人もいるとし、「（舞台を）見ているうちに侍になって、やっぱり榎本武揚は嘘言うじゃないかと、感ずる」という感想を述べている。
そして伊藤は、安部がテーマの一つと挙げる、人間同士間の関係においても、機械に対する電子工学のような精密さと、「非常に楽しい孤独感」とが並行するような密接な関連性が可能なのではないかという提起に対して、「ちょっと僕はそこまではわからなかったな。わからなかったけれども、一般観客として言うと、やっぱり、浅井十三郎の活躍がうまくやればやるほどあそこにしがみついて、いまあなたの言ったことの前段階のもっと前段階のところでもって、情緒的にゆさぶられるわけです」とし、自分は浅井の方にどうしても心情的に惹かれると述べている。
松原新一は、「すべては相対的であって、時代が新しくかわれば、それに対応して人間は生きていけばいい（というほど）それほど単純な存在ではありえない。転向・非転向の問題は、明快な論理によっては処理されない人間の内的な痛みをともなう」と解説している。
中野孝次は、戯曲『榎本武揚』で榎本は、「時代を抜きんでた自由な思想の持主」として現れ、「その自由こそが忠義側から裏切りと疑われたり、変節漢とそしられたりし、つまりは彼を孤独な人間たらしめている」とし、そこでは歴史劇が描かれているのではなく、その人間関係図は、「根っこではやはり『友達』に共通するものがあるのに、慧敏な観客は気づくであろう」と解説している。

## おもな刊行本
小説
- 『榎本武揚』（中央公論社、1965年7月26日）
  - 装幀：安部真知。函文：大江健三郎。
- 文庫版『榎本武揚』（中公文庫、1973年6月10日。改版1990年、2008年）
  - カバー装画：横尾忠則。付録・解説：ドナルド・キーン。
  - 収録作品：内なる辺境、榎本武揚

戯曲
- 『戯曲 友達・榎本武揚』（河出書房新社、1967年11月30日）
  - 装幀：安部真知。帯文：三島由紀夫、伊藤整。
  - 収録作品：友達、榎本武揚
  - ※ 1975年（昭和50年）12月15日に、河出文芸選書として再刊。
- 文庫版『友達・棒になった男』（新潮文庫、1987年8月25日）
  - カバー装画：ジョージ・シーガル「THE BILLBOARD」（1966年）。付録・解説 中野孝次。
  - 収録作品：友達、棒になった男、榎本武揚